# Harțîzk
Harțîzk (în ucraineană Харцизьк) este un oraș din regiunea Donețk, Ucraina.